# Rōben
Pour l’article ayant un titre homophone, voir Robben.
Rōben (良弁、朗弁、良辨、朗辨, 689-773), ou Ryōben, était un moine bouddhique japonais de l’école Kegon, parfois surnommé Konshō Gyōja (金鐘行者). Il est l’un des fondateurs du temple Tōdai-ji de Nara et second patriarche de l’école bouddhique Kegon, sa vie correspondant à la diffusion du bouddhisme au Japon à la fin de la période Asuka (538-710) et durant l’époque de Nara (710-794).

## Biographie

### Premières études
Selon la tradition, Rōben naquit soit dans la province d'Ōmi (actuelle préfecture de Shiga), soit plus probablement dans la province de Sagami (actuelle préfecture de Kanagawa),. La légende raconte qu’il fut enlevé bébé par un aigle qui le déposa au sommet d’un pin sur les lieux du futur Nigatsu-dō. Il serait alors élevé comme un moine et ne retrouve sa mère que trente ans plus tard. D’après une version de la légende, une amulette de Kannon qu’il portait déjà bébé permit à sa mère de le reconnaître lors d’un pèlerinage à Nara. Les archives officielles mentionnent quant à elles que Rōben a été élevé au monastère dès l’enfance, sans préciser ses origines.
Rōben étudia en premier le bouddhisme de l’école Hossō auprès d’un moine nommé Gien (義淵) (mort en 728).

### Fondation de l’école Kegon au Japon
Par son zèle, Rōben se distingua auprès de l’empereur qui le nomme supérieur du petit ermitage du Kinshōsen-ji (金鐘山寺) ou Konshu-ji (金鐘寺), sur le site où s’élève actuellement le Hokke-dō. Puis en 740, il fit venir au Japon un éminent moine coréen, Simsang (審祥) ou Shinjō en japonais, afin d’y fonder une école basée sur les enseignements du bouddhisme Huayan (Kegon en japonais), qui devint rapidement en vogue à la cour. L’empereur Shōmu permit la création de cette école, dont Rōben devint le deuxième patriarche.

### Fondation du Tōdai-ji
L’époque de Nara fut marquée durant le règne de l’empereur Shōmu par une volonté de renforcer l’implantation du bouddhisme et la centralisation de l’État. Shōmu promulgua l’édit pour la construction d’un vaste temple et d’une immense statue (daibutsu) en bronze du bouddha Vairocana (divinité principale de l’école Kegon) en 743, sous les conseils de Rōben qui avait un grand crédit auprès de l’empereur. Ce temple, le Tōdai-ji, devait en effet devenir le centre du Kegon, qui correspondait bien aux doctrines de Shōmu : l’école enseigne de fait que le bouddha Vairocana situé au centre de l’univers crée et anime tous les mondes, l’empereur voulant probablement suggérer le parallèle avec lui-même au centre du pays.
Après plusieurs incidents, les travaux débutèrent effectivement en 748 à Nara, sur le site du Konshu-ji. Rōben participa probablement à sa construction de façon active, étant notamment chargé de trouver le financement de la statue colossale en bronze. La tradition l’identifie ainsi comme l’un des quatre saints fondateurs du temple. La construction terminée, il assura tout d’abord le rôle de supérieur administratif (bettō), puis fut honoré du titre de Dai-sōzu (大僧都) en 756 et Sōjō (僧正) en 763,. Moine studieux prônant l’enseignement des doctrines et la tenue des rites, il établit les premiers calendriers annuels des conférences, lectures de sūtras et cérémonies rituelles qui devaient se tenir au Tōdai-ji. Il mena de plus avec Hosshin et Jikin des réformes du système hiérarchique pour les moines.

### Fin de vie
Rōben œuvra durant ses dernières années à l’établissement du temple Ishiyama-dera (actuellement situé à Ōtsu, préfecture de Shiga). Il mourut le 16 novembre 773 à l’âge de 85 ans dans les environs d’Uda. Ses disciples les plus connus furent Dōkyō, Jitchū et Kyōnin.